# 레오니트 페둔
레오니트 아르놀도비치 페둔(러시아어: Леони́д Арнóльдович Феду́н, 1955년 4월 5일 ~)은 러시아의 전직 군인이자 기업인이다. 러시아의 석유 회사인 루코일의 부회장이며, 루코일의 지분 9.2%를 소유하고 있다. 러시아의 축구 클럽인 FC 스파르타크 모스크바의 구단주이기도 하다. 2015년 《포브스》에 의하면 재산은 49억 달러로 추정되며, 세계 283위의 부호이다.